# Ioan Toman
Ioan Toman (n. 6 martie 1959, Teș, Brestovăț, Republica Populară Română, România) este un fost trăgător de tir român specializat în proba de talere-skeet. 

## Carieră
Sportivul a participat la patru Jocuri Olimpice, în 1980, 1992, 1996 și 2008. Cel mai bun rezultat al său a fost la Jocurile Olimpice din 1992. S-a clasat pe locul patru după două serii de departajare, fiind la egalitate de puncte cu Juan Giha (argint) și Bruno Rossetti (bronz). La Olimpiada din 2008 a avut 49 de ani, devenind astfel cel mai în vârstă sportiv român care a participat la Jocurile Olimpice.
El a câștigat trei medalii la campionatele mondiale. În anul 1986, la Suhl, a obținut medalia de bronz la individual, în 1995 a cucerit medalia de aur cu echipa României la Nicosia și în 2007, din nou la Nicosia, a câștigat medalia de argint la individual.
Ioan Toman a fost distins cu Medalia naționala Pentru Merit clasa a III-a în anul 2000.